# Морозиво з тіста для печива з шоколадною крихтою
Морозиво з тіста для печива з шоколадною крихтою — популярний десерт, для приготування якого використовуються ванільне морозиво, шоколадна крихта та тісто для печива з шоколадною крихтою.

## Історія
Вважається, що морозиво з тіста для печива з шоколадною крихтою з'явилося 1984 року в першій «крамничці» Ben & Jerry's у Берлінгтоні, штат Вермонт, завдяки анонімній пропозиції на їхній дошці для пропозицій щодо смаків. 1991 року мережа Ben & Jerry's почала продавати пінти морозива з цим смаком, яке швидко стало популярним серед споживачів. До 1992 року на шоколадне печиво припадало 20 відсотків від загального обсягу продажів морозива компанії, й інші виробники морозива, такі як Dreyer's та Mrs. Fields, почали випускати власні версії цього смаку.

## Приготування
Починаючи з 1990 року, компанія Rhino Foods виробляла тісто для печива, яке використовувалося в морозиві Ben & Jerry's з шоколадного печива зі шматочками шоколаду. Вони винайшли технологію збереження тягучої консистенції тіста для печива при заморожуванні, яку засновник назвав «технологічним проривом».
Через ризик для здоров'я, пов'язаний із вживанням сирого тіста для печива, тісто, що використовується в морозиві з тіста для печива, пастеризується та піддається термічній обробці. З цієї причини тісто не підходить для випікання.